# Микциона цистоуретрографија
Микциона цистоуретрографија (акроним МЦУГ) или антероградна уретрографија инвазивна је дијагностичка метода у урологији, којом се уз помоћ рендгена обавља преглед мокраћне бешике и суседних органа уринарног система током чина мокрења. Овом методом уз помоћ рендгена обавља се преглед мокраћне бешике и суседних органа уринарног система током чина мокрења. 
Микциона цистоуретрографија данас је  златни стандард у дијагностици везикоуретерног рефлукса, проучавању стања мокраћне цеви током мокрења, и дијагностици цурења из мокраћне бешике након операције. Метода се користи и у уродинамском тестирању за процену уринарне инконтиненције.

## Значај методе
Значај методе огледа се у томе што током мокрења, радионепропусна супстанца продире у мокраћну цев, па нам ова дијагностичка метода омогућава:
- приказивање врата мокраћне бешике

- приказивање постериорне мокраћне цеви

- степеновање везикоуретерног рефлукса (што је важно за прогнозу и планирање третмана ове болести),

- визуализацију мушке мокраћнз цеви (уретра),

- приказ изгледа мокраћне  бешике,

- приказ парахијатални дивертикулуми,

- приказ конфигурације мокраћне цеви и др.

Микциона цистоуретрографија која се у дечијој урологији користи за надгледању деце са везикоуретерним рефлуксом оправдана је само ако ће утицати на даљи ток лечење. Ако дете нема инфекције и нема погоршање на ултразвучном налазу, нема индикација за микциону цистоуретрографија, као ни после реимплантације уретера или стинг процедуре, ако је дете без инфекције мокрачног тракта.

## Индикације
Индикације за извођење микционе цистоуретрографије су:
- Сви мушкарци са рекурентним инфекцијама уринарног тракта или абнормалностима на ултразвуку .

- Жене < 3 године са својомм првом инфекцијом уринарног тракта.

- Жене < 5 година старости са фебрилном инфекцијом уринарног тракта

- Старије жене са пијелонефритисом или рекурентном инфекцијом уринарног тракта

- Сумња на опструкцију (нпр  билатерална хидронефроза)

- Сумња на трауму или руптуру мокраћне бешике

- Везико-вагинална фистула

- Цистокела.[2]

## Контраиндикације
Контраиндикације за микциону цистоуретрографија су стања када пацијент има:
- Акутну инфекцију уринарног тракта[1]

- Преосетљивост на контрастно средство

- Грозницу у последња 24 сата

- Трудноћу

## Поступак
Приликом микционе цистоуретрографије контрастно средство  може бити инстилиран у бешику ретроградно, уколико постоји комуникација, или путем супрапубичног катетера (цистофикса). Ретко, у току ове методе контраст може да буде апликован и интравенским путем. 
Приликом мокрења конраст испуњава простатичну и мембранозну мокраћну цев које се проширују, тако да конус булбарне уретре постаје мање уочљив. 

## Клинички налаз
Микциона цистоуретрографија или антеградна уретрографија је неизоставна процедура у току дијагностике облитеративних стриктура мокраћне цеви, јер приказује проксималне сегменте мокраћне цеви који се не могу видети на ретроградна уретрографији. 
Визуелизација врата мокраћне бешике и постериорне мокраћне цеви изузетно је важно код процене дистракционог дефекта након руптуре постриорне мокраћне цеви. Отворен врат мокраћне бешике на цистографији има дијагностички и прогностички значај, јер указује на велику могућност трајне инконтиненције.
Уколико се на уретрографији прикажу и Литреове жлезде може се закључити да постоји уретритис и стеноза мокраћне цеви, а такође се понекад може и уочити физиолошко сужење од стране мишића лат. musculus compresor nuda, слично налазу на ретроградној уретрографији. 
Ирегуларна контура мокраћне бешике, понекад са дивертикулумима, као и дилатирана простатична мокраћна цев са приказаним дуктусима указују на постојања дуготрајне и снажне стенозе мокрачне цеви.

## Ризици методе
Пошто процедура укључује рендгенски преглед, увек укључује одређену количину излагања рендегн зрачењу. Међутим, доза је у тако ниском опсегу да се у најбољем случају мора очекивати такозвани стохастички ризик.  
Пошто се страно тело гура кроз мокраћну цев а бешика се пуни течношћу споља, постоји  ризик да преглед изазове инфекцију уринарног тракта. Због тога је уобичајена пракса, барем у педијатрији, да се превентивно лечење антибиотицима спроводи три дана након снимања 
Како је за децу процедура веома непријатна она могу развити симптоме као што је паруреза. Зато се код деце препоручује током снимања употреба превентивне седације. 